# Clements Island
Clements Island ist eine 1,5 km lange Insel vor der Westküste des westantarktischen Grahamlands. Im Archipel der Biscoe-Inseln liegt sie südlich der Rabot-Insel.
Der französische Polarforscher Jean-Baptiste Charcot benannte im Zuge der Fünften Französischen Antarktisexpedition (1908–1910) eine uneindeutig zuordenbare Insel nordöstlich der Renaud-Insel in der heute als Pitt-Inseln bekannten Inselgruppe als Île Clements Markham. Die später vorgenommene Zuordnung basiert auf einer Landkarte, die anhand von Vermessungen durch die British Graham Land Expedition (1934–1937) unter der Leitung des australischen Polarforschers John Rymill entstand. Namensgeber ist der britische Geograph und Entdecker Clements Markham (1830–1916), Präsident der Royal Geographical Society von 1893 bis 1905. Zur Unterscheidung von der Insel Markham Island in der ostantarktischen Terra Nova Bay wurde die ursprüngliche Benennung auf den Vornamen gekürzt.